# Придаткові органи
Придаткові або адвентивні органи у рослин — бруньки, корені та інші органи рослин, які утворюються на не звичайних для їх виникнення місцях. Придаткові органи розвиваються з вторинних твірних тканин. Придаткові корені, які утворюються на стеблах, листках, значно збільшують обсяг кореневої системи. Наприклад, у однодольних головний корінь швидко відмирає, і вся коренева система складається з придаткових коренів. З придаткових бруньок, які часто виникають на коренях і нижній частині стовбура деревних та коренях і меживузлях трав'янистих рослин, розвивається коренева система і нова поросль, що забезпечує їх вегетативне розмноження. Іноді придаткові бруньки утворюються на листках. При живцюванні та щепленні рослин придаткові органи можуть утворюватися на калюсі.